# Niisatochroma
Niisatochroma is een kevergeslacht uit de familie van de boktorren (Cerambycidae). De wetenschappelijke naam van het geslacht werd voor het eerst geldig gepubliceerd in 2010 door Vives & Bentanachs.

## Soorten
Niisatochroma is monotypisch en omvat slechts de volgende soort:
- Niisatochroma celebiana Vives & Bentanachs, 2010